# Lativalva
Lativalva là một chi bướm đêm thuộc họ Crambidae.